# Rachowa
Rachowa est une localité polonaise de la gmina rurale de Malanów, située dans le powiat de Turek en voïvodie de Grande-Pologne. Elle se trouve à environ 11 kilomètres au sud-ouest de Turek et 112 km au sud-est de Poznań, la capitale régionale. 

## Géographie

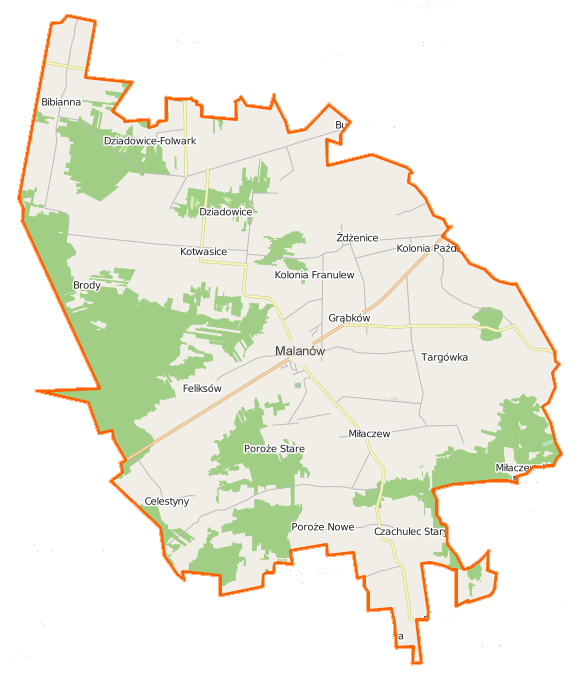
Carte de la gmina de Malanów.